# Boulevard André-Maurois
Le boulevard André-Maurois est une voie du 16e arrondissement de Paris, en France.

## Situation et accès
Le boulevard André-Maurois est une voie publique situé dans le 16e arrondissement de Paris. Il débute route de la Porte-des-Sablons-à-la-Porte-Maillot et rue Joseph-et-Marie-Hackin et se termine boulevard Maillot à Neuilly-sur-Seine.
Seulement loti sur son trottoir nord, il longe côté sud le bois de Boulogne. 
Il est accessible par la station Porte Maillot sur la ligne 1 du métro de Paris.

## Origine du nom

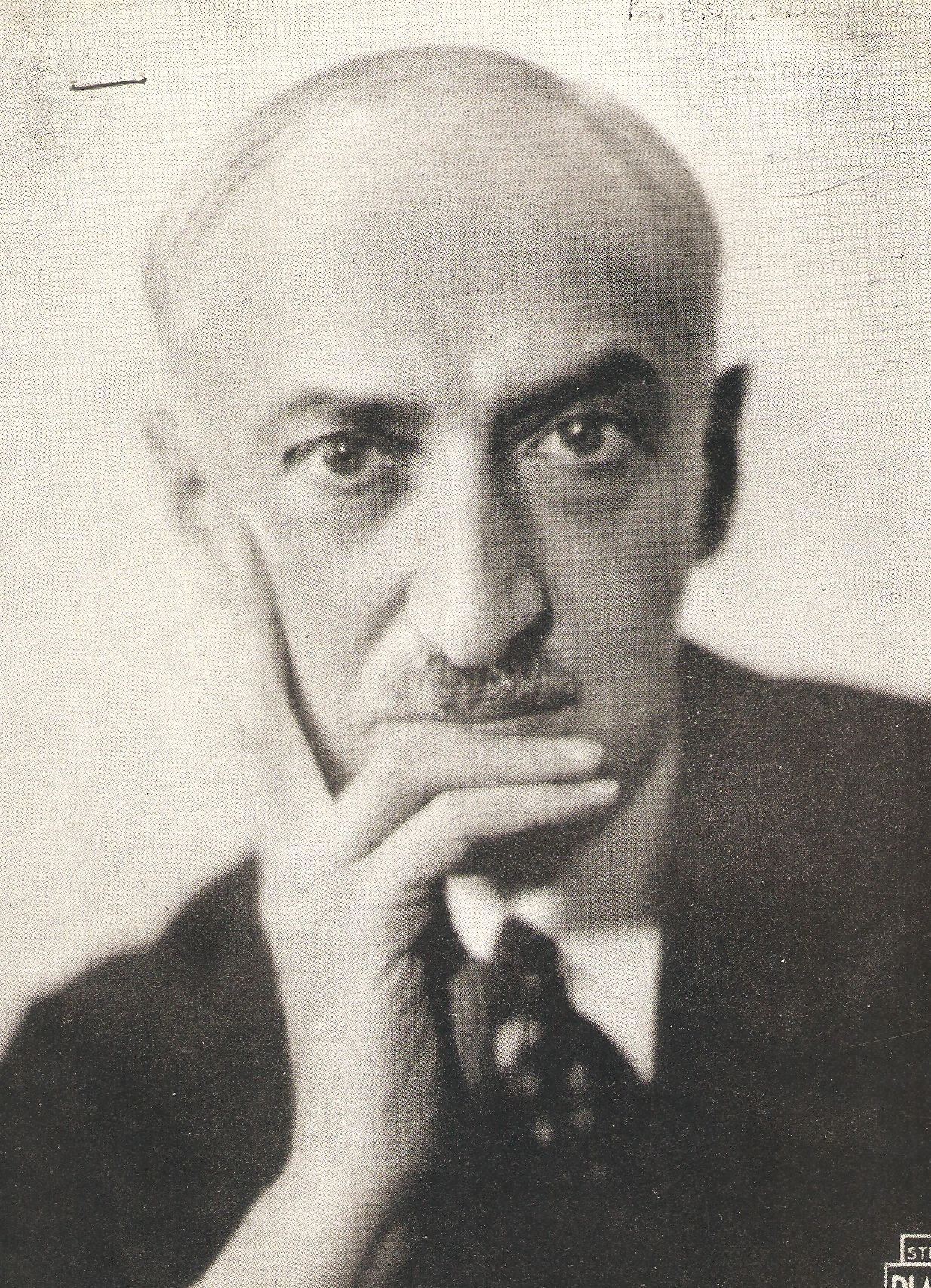
André Maurois.

Il porte le nom de Émile Herzog dit André Maurois (1885-1967), romancier, biographe, conteur et essayiste français et membre de l'Académie française.

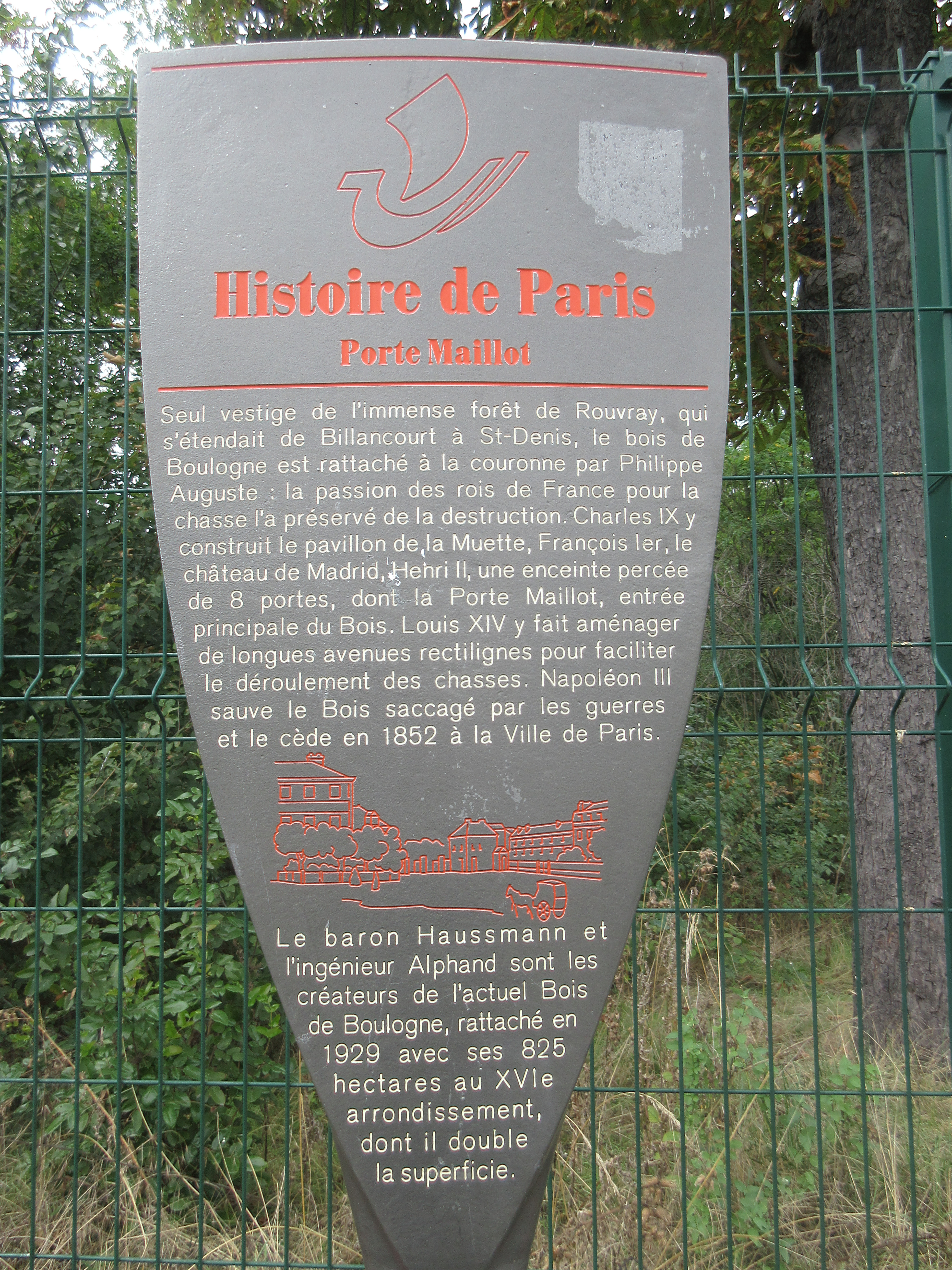
Panneau Histoire de Paris
« Porte Maillot ».

## Historique
Cette voie était située initialement sur le territoire de Neuilly-sur-Seine, sous le nom d'« avenue des Érables » puis de « boulevard Maillot », annexée à Paris par décret du 18 avril 1929. Il s'agit donc d'un reliquat du boulevard Maillot neuilléen, dont il constitue la partie orientale, annexé en même temps que le bois de Boulogne qu'il borde.
Il prend sa dénomination actuelle par arrêté municipal du 28 avril 1978.